# Selva di Tarnova

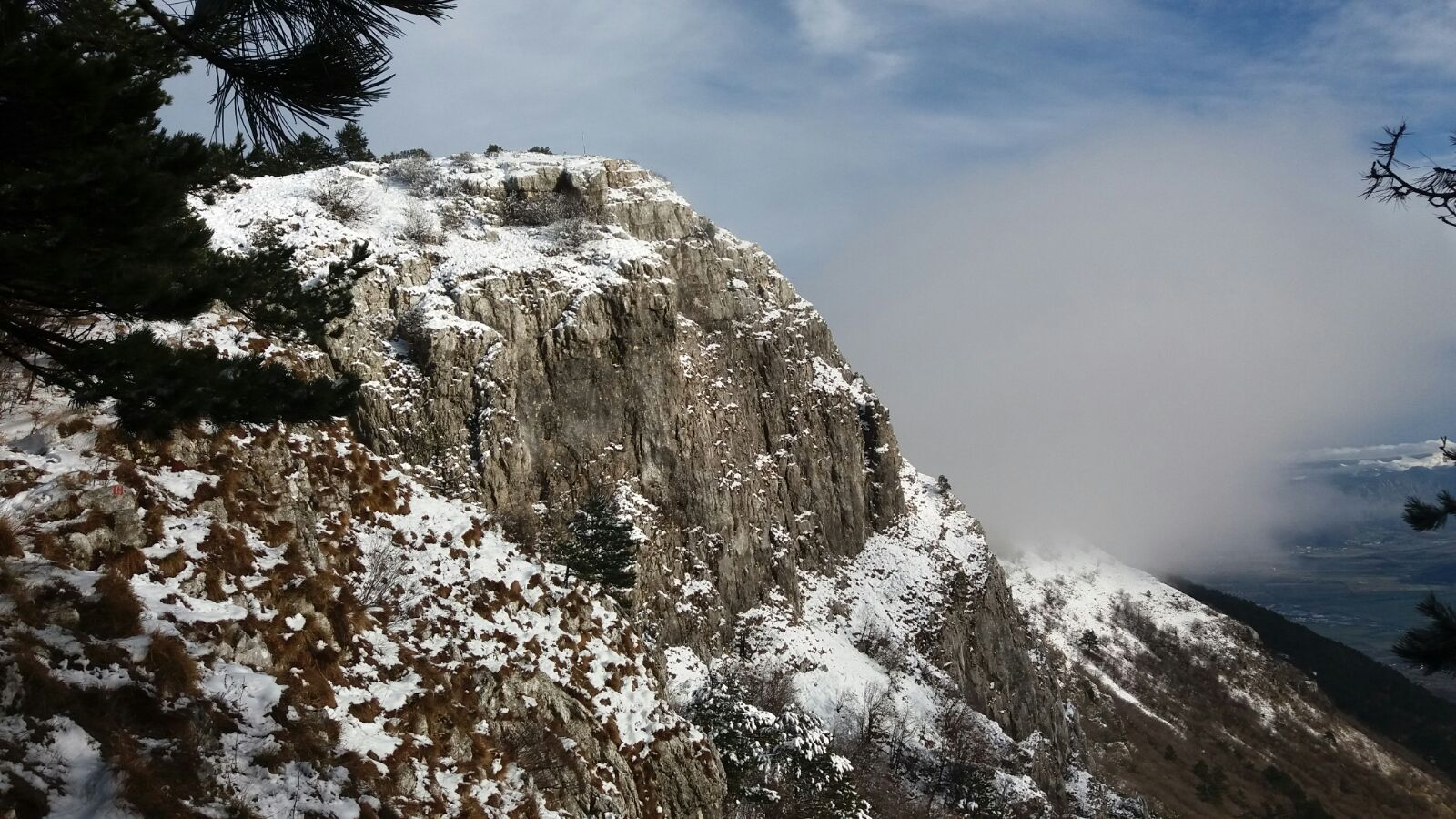
Veliki Rob

La Selva di Tarnova (in sloveno Trnovski gozd) è un altipiano carsico appartenente all'Alto Carso che si trova in Slovenia. Prende il nome dalla città di Tarnova che la contorna ad occidente.

## Classificazione
La classificazione di quest'area è stata oggetto di dibattito, poiché secondo la Partizione delle Alpi l'Alto Carso e la Selva di Tarnova appartengono al medesimo complesso montuoso delle Alpi Giulie, mentre la SOIUSA esclude l'Alto Carso e la Carniola dal sistema alpino, attribuendoli al sistema dei Monti Dinarici.

## Alture principali
- Monte Calvo[4][5] (Mali Golak), 1495 m.
- Veliki Rob, 1237 m.
- Keceli, 1237 m.